# ホベルト・ゴンサウヴェス・サントス
ホベルト（Robert）ことホベルト・ゴンザウヴェス・サントス（ポルトガル語: Robert Gonçalves Santos、1996年9月28日 - ）は、ブラジルのサッカー選手。ポジションはMF。

## クラブ歴
フルミネンセFCの下部組織からトップチームに昇格。2013年11月3日のカンピオナート・ブラジレイロ・セリエAではベンチ入りしたものの出場機会は無かった。12月8日のECバイーア戦でケネディに代わって出場しデビュー。2015年2月8日にルーカス・ゴメスに代わって出場し初得点。4月18日にはPKでプロ2点目を記録した。10月4日にカンピオナート・ブラジレイロ・セリエA初得点。12月30日にFCバルセロナBにレンタル移籍。